# Diarbaquir
Diarbaquir ou Diarbaquer (em turco: Diyarbakır) é uma cidade e área metropolitana (em turco: büyükşehir belediyesi) do sudeste da Turquia. É a capital da província homónima e faz parte da Região do Sudeste da Anatólia. O conjunto dos distritos que constituem a área metropolitana (Bağlar, Kayapınar, Sur e Yenişehir) tem 2 494 km² de área e em 2021 tinha 1 791 373 habitantes (densidade: 718,3 hab./km²).
A cidade situa-se nas margens do rio Tigre, a uma altitude média de 675 metros. É frequente chamar-lhe a capital do Curdistão turco. A grande maioria da sua população é de etnia curda.[carece de fontes?] A parte da cidade muralhada e jardins de Hevsel, que a ligam ao rio Tigre, encontra-se integrada no sítio "Paisagem cultural da fortaleza de Diarbaquir e dos jardins de Hevsel", classificado pela UNESCO em 2015 como Património Mundial.

## Etimologia e história
A cidade é mencionada com o nome de Amid na bainha de uma espada do período assírio, um nome que também aparece em fontes antigas siríacas e árabes. Os Romanos e Bizantinos chamaram-lhe Amida (em grego: Ἄμιδα).
Entre os ortóquidas e a Confederação do Cordeiro Branco era conhecida como Cara Amide (Amide Escura), devido à cor escura das suas muralhas. Na obra Zafername, uma coletânea de panegíricos de vitórias militares aparece como Kara Kale ("Fortaleza Negra"). No Livro de Dede Korkut, um épico sobre os Turcos Oguzes, é mencionada como Kara Hamid. O explorador português António Tenreiro, que visitou a cidade em 1525, usa o nome Caraemite no seu Itinerário.
Durante o Império Otomano foi chamada Diyâr-ı Bekr (em turco otomano: دیاربکر). Uma das teses com mais aceitação é a de este nome deriva da transliteração do árabe Diyarbakr (terras da tribo dos Banu Bakr). Esta tribo ocupou a região após a conquista islâmica. Em 1923 o seu nome foi oficializado como Diyarbekir. Em 1937, Atatürk visitou a cidade e, depois de manifestar a sua incerteza sobre a verdadeira etimologia, ordenou que o nome fosse mudado para o atual, Diyarbakır, que significa "terra de cobre" em turco.
O nome em curdo é Amed (ئامه‌د), em zaza é  Diyarbekır, em sírio-aramaico é Āmîḏ (دیاربکر) e em arménio Amid (Ամիդ).
Foi colónia romana no século III e foi incorporada no Império Otomano em 1515.